# 奧林匹克電子競技運動會
奧林匹克電子競技運動會（簡稱電競奧運、电奥会）為國際奧林匹克委員會即將舉辦的國際性電子競技運動會，首屆電競奧運將於2027年由沙烏地阿拉伯舉辦。
与常规奥运会不同，电子竞技奥运会不会获得奖牌和证书，每个项目中的前三名将被授予金色，银色和铜色的奖杯。

## 歷史
一般认为，类似于反恐精英、英雄联盟传统的电子竞技项目由于过于暴力而被认为不适合纳入奥运会。在2017年10月举行的奥运峰会上考虑了在奥林匹克运动会上增加电子竞技项目的可能性。在2018年年7月国际奥委会电子竞技论坛（IOC Esports Forum）上进一步讨论了该话题。然而，缺乏一个统一的国际管理组织来监管电子竞技，这是国际奥委会认定某项运动能成为奥委会正式比赛项目必要条件，加上游戏中的暴力问题，导致国际奥委会决定不考虑将电子竞技纳入奥运会。
一些区域性综合运动会将电子竞技纳入正式比赛项目。最早比如2007年亚洲室内运动会，2018年亞洲運動會首度將電子競技列為示範項目，2019年东南亚运动会也将电子竞技纳入比赛项目。2022年9月，因新冠疫情而延遲舉辦的2022年亞洲運動會則首度將電子競技列為正式比賽，競賽項目為線上戰鬥類遊戲。
2021年，因2019冠状病毒病疫情而延遲舉辦的2020年東京奧運，國際奧會首度試辦第一屆奧運虛擬系列賽（Olympic Virtual Series），競賽項目為體育類虛擬遊戲，自行车、摩托车、赛艇和帆船。2023年6月，國際奧會推動第一屆奧林匹克電競週（Olympic Esports Week）於新加坡舉行，競賽項目為體育類虛擬遊戲。2022年计划进行第二次奥运会虚拟系列赛，但被首届奥运会电子竞技系列赛所取代。
在新加坡举行的首届奥林匹克电子竞技系列赛结束后，国际奥委会虚拟体育和电子竞技主管文森特·佩雷拉（Vincent Pereira）表示，作为2024年夏季奥运会的主办城市，巴黎如果愿意，可以优先举办2024年的奥林匹克电子竞技系列赛，另外新加坡、首尔、阿布扎比、纽约和深圳市也表达了主办意向。研究表明，若将奥林匹克电子竞技赛事定制为与「卓越、友谊和尊重」的地区价值观一致的话，可能会增加在全球的支持度和接受度。佩雷拉也表示，由于过于暴力，国际奥委会仍计划在未来将第一人称射击游戏排除在奥林匹克电子竞技系列赛之外。尽管堡垒之夜已在2023年的赛事中将靶子进行了特殊的修改，但佩雷拉补充道，游戏中默认的特殊设计的角色等原因导致其不会被考虑纳入。
2024年6月国际奥委会执行委员会宣布将新增奥林匹克电子竞技运动会，并提交第142届国际奥委会年会投票。2024年7月24日，國際奧會於巴黎奧運舉辦期間召開第142屆年會，會中國際奧會投票通過將舉辦首屆「奧林匹克電子競技運動會」，并與沙特阿拉伯奥林匹克委员会展開為期12年的合作、定期舉辦奧林匹克電競運動會，首屆奧林匹克電競運動會將由沙烏地阿拉伯主辦。电子竞技奥运会最初计划于2025年举办首届，但被重新安排到2027年。

## 举办要求
由于奥林匹克电子竞技运动会的规模小于奥运会，潜在的主办城市需要确保所有赛事都在同一个城市内进行，并且不应新建场馆。赛事不需要新建或使用特殊的交通系统，因为所有运动员和教练将通过当地的班车进行通勤。
在首届电子竞技周结束后，由于非洲选手缺席的问题而遭到批评。肯尼亚每日国民报的一篇评论文章质疑国际奥委会决定使用在线资格赛来选拔奥林匹克电子竞技系列赛选手，该报认为由于非洲地区的网络连接和稳定性问题，使得保持与服务器的连接成为一个具有挑战性的后勤保障问题。